# Takumi Obara
Takumi Obara (Japans: 小原工, Obara Takumi) (Tottori, 9 februari 1967) is een Japanse triatleet.
Obara deed in 2000 mee aan de eerste triatlon op de Olympische Spelen van Sydney. Hij behaalde een 21e plaats in een tijd van 1:50.29,95. Ook nam hij verschillende keren deel aan Ironman-wedstrijden, maar stond hierbij nimmer op het podium. Zijn beste klassering behaalde hij in 2004 met een vijfde plaats bij de Ironman Malaysia.

## Belangrijke prestaties

### triatlon
- 1995: 13e WK olympische afstand in Cancún - 1:51.06
- 1997: 22e WK olympische afstand in Perth - 1:51.51
- 1998: 48e WK olympische afstand in Lausanne - 2:02.17
- 1999: 45e WK olympische afstand in Montreal - 1:48.32
- 2000:  ITU wereldbekerwedstrijd in Ishigaki
- 2000: 21e Olympische Spelen in Sydney - 1:50.29,95
- 2001: 5e Strongman all Japan triatlon
- 2001:  Ironman Japan
- 2001: 26e Ironman Hawaï - 9:17.34
- 2002: 6e Strongman all Japan triatlon
- 2003: 4e Strongman all Japan triatlon
- 2003: 28e Ironman Canada - 9:30.21
- 2003: 31e Ironman Hawaï - 9:06.06
- 2004: 10e Strongman all Japan triatlon
- 2004: 5e Ironman Malaysia
- 2004: 36e Ironman Hawaï - 9:32.59
- 2005: 17e Ironman New Zealand - 9:11.48
- 2005: 10e Ironman Canada - 9:09.19
- 2006: 12e Ironman Canada - 9:17.36
- 2006: 72e Ironman Hawaï - 9:11.52

### atletiek
- 2003: 25e marathon van Honolulu